# توم وجيري
توم وجيري (بالإنجليزية: Tom and Jerry) هو مسلسل رسوم متحركة أمريكي وسلسلة من الأفلام القصيرة الكوميدية، أُنشئت عام 1940 على يد ويليام هانا وجوزيف باربيرا. اشتهرت السلسلة من خلال 161 فيلماً قصيراً عُرضت في دور السينما من إنتاج شركة مترو غولدوين ماير (Metro-Goldwyn-Mayer)، وتدور حول العداء المستمر بين الشخصية الرئيسية القط "توم" والفأر "جيري". كما تظهر في العديد من الحلقات شخصيات متكررة أخرى.
أنتج هانا وباربيرا خلال العرض الأصلي 114 فيلماً قصيراً لشركة إم جي إم بين عامي 1940 و1958. وخلال هذه الفترة، فازت السلسلة بسبع جوائز أوسكار لأفضل فيلم رسوم متحركة قصير، متعادلة بذلك مع سلسلة سيمفونيات سخيفة [الإنجليزية] (Silly Symphonies) التي أنتجها والت ديزني من حيث عدد الجوائز في هذه الفئة.
بعد إغلاق استوديو الرسوم المتحركة التابع لشركة إم جي إم في عام 1957، أعادت الشركة إحياء السلسلة، حيث أخرج جين ديتش 13 فيلماً قصيراً إضافياً لصالح شركة ريمبرانت للأفلام (Rembrandt Films) في تشيكوسلوفاكيا بين عامي 1961 و1962. وفي تلك الفترة، أصبحت سلسلة "توم وجيري" الأعلى تحقيقًا للإيرادات بين أفلام الرسوم المتحركة القصيرة، متجاوزة بذلك سلسلة "لوني تونز" (Looney Tunes).
تولّى تشاك جونز لاحقًا إنتاج 34 فيلماً قصيراً جديداً بالتعاون مع شركة سيب تاور 12 برودكشنز (Sib Tower 12 Productions) بين عامي 1963 و1967. ومنذ عام 2001، أُنتج خمسة أفلام قصيرة أخرى، ليبلغ إجمالي عدد الأفلام القصيرة 166 فيلماً.
كما ظهرت العديد من السلاسل التلفزيونية المشتقة، من بينها:
- عرض توم وجيري (The Tom and Jerry Show) عام 1975
- عرض توم وجيري الكوميدي (The Tom and Jerry Comedy Show) بين عامي 1980 و1982
- أبناء توم وجيري (Tom & Jerry Kids) من 1990 إلى 1993
- قصص توم وجيري (Tom and Jerry Tales) من 2006 إلى 2008
- عرض توم وجيري (The Tom and Jerry Show) بنسخته الحديثة من 2014 إلى 2021

في عام 1992، صدر أول فيلم طويل مقتبس من السلسلة بعنوان فيلم توم وجيري (Tom and Jerry: The Movie). ومنذ عام 2002، أنتج 13 فيلماً طويلاً للعرض المنزلي مباشرة (Direct-to-Video). وفي عام 2019، قُدمت مسرحية موسيقية مقتبسة من السلسلة في اليابان بعنوان توم وجيري: فرصة للحلم (Tom and Jerry: Purr-Chance to Dream)، وذلك احتفالاً بالذكرى الثمانين للسلسلة. كما أُصدر في عام 2021 فيلم يجمع بين الرسوم المتحركة والتصوير الحي بعنوان توم وجيري (Tom & Jerry).

## القصة
تدور أحداث السلسلة حول صراعات كوميدية بين خصمين شهيرين: قط منزلي يُدعى "توم" وفأر منزلي يُدعى "جيري". غالبًا ما تجري أحداث الحلقات القصيرة داخل منزل، حيث يحاول توم، الذي يُكلف أحيانًا من قبل البشر، الإمساك بجيري، مما يؤدي إلى فوضى ودمار في المكان. نادرًا ما ينجح توم في القبض على جيري، وذلك في الغالب بسبب ذكاء جيري ومكره وحظه الجيد. ومع ذلك، فقد أظهرا في بعض المناسبات صداقات حقيقية وحرصًا على سلامة بعضهما البعض. كما أنهما في أحيان أخرى يتخليان عن عداوتهما من أجل هدف مشترك، مثلما حدث في الحلقات أصدقاء مزعجون (Busy Buddies) ومراقبو الأطفال (Tot Watchers)، حيث هرب طفل صغير من رعاية مربية مهملة، فقام توم وجيري بمطاردته لحمايته من الخطر.

رغم الصراعات المستمرة بينهما، فقد أنقذ كل منهما حياة الآخر في كل مرة كان أحدهما في خطر حقيقي، باستثناء حلقتين: الفرسان الفأرين (The Two Mouseketeers)، التي تنتهي بنهاية قاتمة غير معتادة، وحلقة أحزان القط الأزرق (Blue Cat Blues)، حيث يجلس الاثنان على سكة القطار بعد أن تخلت عنهما صديقاتهما، وتنتهي الحلقة بصوت صافرة قطار بخاري قادم.
تُعرف الرسوم المتحركة في السلسلة بأنها من أكثر الأعمال الكرتونية عنفًا على الإطلاق في السينما، حيث يستخدم توم أدوات مثل الفؤوس، والمطارق، والأسلحة النارية، والألعاب النارية، والمتفجرات، والفخاخ، والسموم في محاولاته للتخلص من جيري. أما جيري، فأساليبه في الرد عادةً ما تكون أكثر عنفًا وفعالية، مثل قطع توم إلى نصفين، أو قطع رأسه، أو إغلاق النوافذ أو الأبواب على رأسه أو أصابعه، أو حشر ذيله في آلة صنع الوافل أو آلة عصر، أو رفسه داخل الثلاجة، أو صعقه بالكهرباء، أو ضربه بهراوة أو مطرقة، أو دقه في الأرض عبر شجرة أو عمود كهرباء، أو إشعال أعواد ثقاب في قدميه، أو ربطه بالألعاب النارية وإشعالها، وغير ذلك الكثير.
ورغم الانتقادات التي وُجّهت للسلسلة بأنها عنيفة بشكل مفرط، إلا أنها لم تتضمن أي مشاهد دموية أو دمار جسدي حقيقي.
تلعب الموسيقى دورًا بالغ الأهمية في الحلقات، حيث تبرز الأحداث، وتُستخدم بديلًا للمؤثرات الصوتية التقليدية، وتُضفي طابعًا عاطفيًا على المشاهد. وقد ابتكر المخرج الموسيقي سكوت برادلي مقطوعات موسيقية معقدة تمزج بين عناصر من موسيقى الجاز والموسيقى الكلاسيكية والموسيقى الشعبية. وغالبًا ما استخدم برادلي أغانٍ معاصرة وأخرى من أفلام شهيرة، بما في ذلك أفلام شركة إم جي إم مثل ساحر أوز (The Wizard of Oz) وقابلني في سانت لويس (Meet Me in St. Louis).
ورغم أن توم وجيري لا يتحدثان تقريبًا في معظم الحلقات، إلا أن بعض الشخصيات الثانوية تظهر وهي تتحدث. كما أن الشخصيتين الرئيسيتين نطقتا ببضع كلمات باللغة الإنجليزية في مناسبات نادرة. فعلى سبيل المثال، كانت شخصية "مامي تو شوز" (Mammy Two Shoes) تتحدث في أغلب الحلقات التي ظهرت فيها. وتقتصر الأصوات الصادرة عن توم وجيري عادة على الضحكات الحادة أو الصرخات العالية المفاجئة.

## الشخصيات

### توم وجيري
بُنيت شخصية توم على أساس أنه الشخصية الطيبة أما الفأر جيري فهو انتهازي ويعتمد على ذاته بالإضافة إلى امتلاكه قوة كبيرة مقارنة بجسمه ويمتلك ذكاءً عالياً لدرجة يمكنه أن يتحول إلى بشري،
توم (المسمى «جاسبر» في ظهوره الأول) هو قط منزلي ذو شعر قصير رمادي وأبيض. («توم» اسم عام لقط ذكر.) عادة ولكن ليس دائمًا، يتم تصويره على أنه يعيش حياة مريحة أو حتى مدللة، بينما جيري (المسمى «جينكس» في ظهوره الأول) هو فأر منزل صغير بني يعيش دائمًا بالقرب من توم. على الرغم من كونه نشيطًا للغاية وعزمًا وأكبر من ذلك بكثير، فإن توم لا يضاهي ذكاء جيري. يمتلك جيري أيضًا قوة مدهشة بالنسبة لحجمه، وهو ما يعادل تقريبًا حجم توم، ويرفع أشياء مثل السندان بسهولة نسبية ويتحمل التأثيرات الكبيرة. على الرغم من أن القطط عادة ما تطارد الفئران لأكلها، إلا أن توم يحاول حماية جيري من الخطر والمشاكل قدر ما يستطيع كل من الشخصيتين تجد متعتها في حماية الآخر مما يجعلهما صديقين إلى الأبد ولكن أصدقاء توم يحاولون أكل جيري لكن توم منتبه دائماً على حماية جيري إذاً لا يمكن لأصدقاء توم أكل جيري، أما الكلب سبايك يحاول ضرب أي أحد يزعجه أو يزعج ابنه تايك فإن توم على الرغم من أنه طيب فهو يُثير المتاعب مما يجعل سبايك أو أحد من الأشخاص يضربه ولكن جيري بجانبه دائماً إذاً يمكنه جيري إخراج توم من المواقف المحرجة ويمكنه إخراج نفسه أيضاً.
ومع ذلك، قد يتم الوصول إلى نتائج أخرى. في مناسبات نادرة، ينتصر توم، عادة عندما يصبح جيري هو المعتدي أو يدفع توم بعيدًا قليلاً. في كتاب المليون دولار، يعلم جيري أن توم سيفقد ثروته المكتسبة حديثًا إذا أضر بأي حيوان، وخاصة الفئران؛ ثم عذب توم قليلا حتى ينتقم. في القطة الخجولة، يدفع ابن عم توم الشبيه جيري إلى الحافة. من حين لآخر ومن المفارقات أن كلاهما يخسر، عادة لأن فخ جيري الأخير أو هجومه على توم يأتي بنتائج عكسية عليه أو أنه يغفل شيئًا ما. في فيليه مياو من تشاك جونز، يأمر جيري سمكة قرش من متجر الحيوانات الأليفة لإخافة توم من أكل سمكة ذهبية. بعد ذلك، يخيف القرش جيري أيضًا. أخيرًا، ينتهي بهم الأمر في بعض الأحيان إلى أن يكونوا أصدقاء، على الرغم من أنه في هذه المجموعة من القصص، غالبًا ما يكون هناك حدث في اللحظة الأخيرة يفسد الهدنة. أحد الرسوم المتحركة التي لها نهاية ودية هي جسم ثلجي يحبني.
تظهر كلتا الشخصيتين ميولًا سادية، من حيث أنهما من المرجح بشكل متساوٍ أن يسعدهما تعذيب بعضهما البعض، على الرغم من أنه غالبًا ما يكون استجابة لحدث مثير. ومع ذلك، عندما يبدو أن إحدى الشخصيات في خطر مميت حقًا من موقف غير مخطط له أو بسبب تصرفات من قبل طرف ثالث، فإن الطرف الآخر سيطور ضميرًا وينقذه. في بعض الأحيان، يترابطون حول شعور متبادل تجاه تجربة غير سارة ومهاجمة بعضهم البعض هي لعبة أكثر من الهجمات الخطيرة. تُظهر السراويل القصيرة المتعددة أن الاثنين يتعايشان مع الحد الأدنى من الصعوبة، وأنهما أكثر من قدرة على العمل معًا عندما يستدعي الموقف ذلك، وعادةً ما يكون ذلك ضد طرف ثالث ينجح في تعذيبهما وإذلالهما. أحيانًا يتم نسيان هذه الشراكة سريعًا عند وقوع حدث غير متوقع، أو عندما تشعر إحدى الشخصيات أن الأخرى لم تعد ضرورية. هذا هو الحال في القط الرئيس، عندما يتفقون على أن جيري سيسمح لنفسه بالقبض عليه إذا وافق توم على مشاركة عشاء مكافأته، لكن توم يتراجع بعد ذلك. في أوقات أخرى، ومع ذلك، يفي توم بوعده لجيري ولا يتم حل الشراكات بسرعة بعد حل المشكلة.
يغير توم اهتمامه بالحب عدة مرات. أول اهتمام بالحب هو توتس الذي ظهر في القط و توتس، ويطلق عليه "تومي" في حلقة "الفأر يأتي إلى العشاء". إنه مهتم أيضًا بقطة تسمى توتس في حلقة "القط ذو الملابس الفاخرة" على الرغم من أن مظهرها مختلف عن توتس الأصلية. أكثر ما يثير اهتمام توم بالحب هو تودلز غالوري، الذي لم يكن لديه أي حوار في الرسوم المتحركة.
على الرغم من خمس أفلام قصيرة تنتهي بتصوير موت توم الظاهر، فإن وفاته لم تكن نهائية؛ حتى أنه قرأ عن وفاته في ذكريات الماضي في مذكرات جيري. يبدو أنه مات في انفجارات في مشكلة الفأر (وبعد ذلك شوهد في الجنة)، ويانكي دودل ماوس وفي ثانية السلامة، بينما في اثنان من الفأر، تم إعدامه بالمقصلة خارج الشاشة. تنتهي لعبة بلو كات بلوز القصيرة مع كل من توم وجيري جالسين على سكة حديدية بقصد الانتحار بينما تسمع صافرة قطار قادم تنذر بموتهما الوشيك.

### توم وجيري يتحدثان
على الرغم من أن العديد من الشخصيات الداعمة والثانوية يتحدثون، نادرًا ما يتحدث توم وجيري بأنفسهم. استثناء واحد هو الفأر الوحيد حيث تحدثوا عدة مرات لفترة وجيزة، في المقام الأول جيري، لمحاولة إعادة توم إلى المنزل. غالبًا ما يغني توم أثناء التودد لإناث القطط، على سبيل المثال، غنٌى توم أغنية لويس جوردن «هل أنت طفلي أم أنك لست طفلي» في عام 1946 أغنية صلبة قصيرة. في تلك القصة القصيرة والقط ذو الملابس الفاخرة، يجذب توم القطط الأنثوية باستخدام صوت عميق شديد اللهجة بالفرنسية في تقليد الرجل الرائد آنذاك، الممثل شارل بواييه. في نهاية فيلم القط مليون دولار، بعد أن بدأ في إثارة عداوة جيري، قال، «يا إلهي، سأرمي مليون دولار... لكني سعيد!» في توم وجيري: الخاتم السحري، يقول جيري، «لا، لا، لا، لا، لا،» عند اختيار المتجر لإزالة خاتمه. في الفأر يأتي إلى العشاء، يتحدث توم مع صديقته توتس بينما كان جالسًا دون قصد على الموقد: «قل، ما هو الطهي؟»، الذي ترد عليه توتس «أنت غبي». مثال آخر على الكلام يأتي في سيريناد صلب والقط المؤطر، حيث يوجه توم سبايك من خلال بعض حيل الكلاب بطريقة مدرب الكلاب.
قدم المخرج المشارك ويليام حنا معظم الصرير واللهث والمؤثرات الصوتية الأخرى للزوج، بما في ذلك المؤثرات الصوتية الأكثر شهرة من المسلسل، صرخة توم الجلدية المندفعة (التي تم إنشاؤها عن طريق تسجيل صرخة حنا وإزالة بداية ونهاية المقطع) التسجيل، ولم يتبق سوى الجزء الأقوى من الصرخة على الموسيقى التصويرية) وغرامة جيري العصبية.
الغناء الوحيد الشائع بشكل معقول هو الذي أدلى به توم عندما تدعي بعض المراجع الخارجية أن سيناريو معينًا أو احتمالًا مستحيلًا، وهو ما يحدث حتماً، ومن المفارقات، لإحباط خطط توم - وعند هذه النقطة، يظهر توم المتعثر والمضروب ويقول في مأزق، يردد صدى الصوت «لا تصدق ذلك!»، في إشارة إلى البرنامج الإذاعي الشهير في الأربعينيات من القرن الماضي، لا تصدق!  في لعبة مشكلة الفأر، يقول توم «ألا تصدق ذلك!» بعد تعرضه للضرب من قبل جيري، وهو ما يحدث أيضًا في الفأر المفقود. في حلقة فخ سعيد القصير لعام 1946، استأجر توم قطة متنكرة في هيئة مبيد فأر، وبعد عدة محاولات فاشلة لإبعاد جيري وتعرض للكثير من الحوادث أثناء ذلك، قام بتغيير مهنته إلى مبيد قطط بشطب «الفأر» على لقبه. وكتابة "قط"، مما أدى إلى تهجئة توم للكلمة بصوت عالٍ قبل أن يشير إلى نفسه على مضض. رواه جيري قصة قصيرة واحدة، بلو كات بلوز لعام 1956، في التعليق الصوتي (التي عبر عنها بول فريس) أثناء محاولتهم استعادة صديقاتهم. تم التعبير عن جيري من قبل سارة بيرنر خلال ظهوره في عام 1945 إم جي إم الموسيقية رفع المرسى. توم وجيري الفيلم هي الحلقة الأولى (والوحيدة حتى الآن) من السلسلة حيث يتحدث الثنائي الشهير القط والفأر بانتظام. في هذا الفيلم، قام ريتشارد كيند بأداء صوت توم وجيري بواسطة دانا هيل.

### سبايك وتايك
في محاولاته للقبض على جيري، غالبًا ما يتعين على توم التعامل مع سبايك (المعروف باسم «كيلر» و«بوتش» في "فيلم قصير")، وهو كلب بولدوج غاضب وشرير ولكن يسهل خداعه ويحاول مهاجمة توم لإزعاجه أو إزعاج ابنه تايك أثناء تحاول الحصول على جيري. في الأصل، كان سبايك غير مسمى ومكتم الصوت (بصرف النظر عن العواء والضوضاء اللاذعة) بالإضافة إلى مهاجمته العشوائية، ولم يهتم بما إذا كان توم أو جيري على الرغم من مهاجمته عادةً. في الرسوم الكاريكاتورية اللاحقة، تحدث سبايك كثيرًا، مستخدمًا صوتًا وتعبيرات (يؤديها بيلي بلتشر ولاحقًا داوس بتلر) على غرار الممثل الكوميدي جيمي دورانت. تغير معطف سبايك على مر السنين بين اللون الرمادي الداكن والكريمي. أدت إضافة نجل سبايك تايك في أواخر الأربعينيات من القرن الماضي إلى تليين طفيف في شخصية سبايك وسلسلة مسرحية قصيرة العمر (سبايك وتايك).
تتوافق معظم الرسوم الكاريكاتورية التي تحتوي على سبايك مع موضوع: عادةً ما يحاول سبايك إنجاز شيء ما (مثل بناء منزل للكلاب أو النوم) عندما تمنعه تصرفات توم وجيري من القيام بذلك. ثم ذكر سبايك (على الأرجح بسبب التحيز) أن توم هو الجاني، ويهدده بأنه إذا حدث ذلك مرة أخرى، فسوف يفعل «شيئًا مروعًا» له (يجبر توم فعليًا على تحمل اللوم) بينما يسمع جيري ؛ بعد ذلك، عادة ما يفعل جيري أي شيء في وسعه لمقاطعة ما يفعله سبايك بينما بالكاد يتمكن توم من إيقافه (عادةً ما يصاب في هذه العملية). عادة، يقوم جيري في نهاية المطاف بتدمير كل ما يفعله سبايك بطريقة مذهلة ويترك توم لتلقي اللوم، مما يجبره على الفرار من سبايك ويخسر حتمًا (عادةً لأن توم مؤطر من قبل جيري وأن سبايك لا يحب توم). خارج الشاشة، سبايك يفعل شيئًا لتوم، وأخيرًا، يظهر توم بشكل عام مصابًا أو في وضع سيئ بينما يحتضن جيري بشكل متعجرف سبايك سالماً. يغضب توم أحيانًا من سبايك (أحد الأمثلة في هذا هو الجرو!، عندما يجبر سبايك توم على الركض فوق شجرة في كل مرة ينبح فيها ابنه، مما يتسبب في قيام توم بتعليق تايك على عمود العلم). مرة واحدة على الأقل، مع ذلك، يقوم توم بعمل ما يفيد سبايك، الذي يعد بعدم التدخل مرة أخرى ؛ مما تسبب في مغادرة جيري للمنزل بشكل محموم والركض في المسافة (في جرو الحازوقة). يشتهر سبايك بشعاره الشهير «استمع أيها القط!» أو «إسمع أيها القط!» أو «أصغي أيها القط!» عندما يهدد توم، شعاره الشهير الآخر «هذا هو ابني!» عادة ما يقال عندما يدعم أو يهنئ ابنه.
يوصف تيكي بأنه جرو لطيف وحلو المظهر وسعيد ومحبوب. هو ابن سبايك. ولكن على عكس سبايك، لا يتكلم تيكي ويتواصل فقط (في الغالب تجاه والده) من خلال النباح وهز ذيله والنحيب والزمجرة. كان سبايك يبذل قصارى جهده دائمًا لرعاية ابنه وتهدئته والتأكد من أنه في مأمن من توم. يحب تيكي والده ويحب سبايك ابنه ويتعايشان معًا مثل الأصدقاء، على الرغم من أنهم في معظم الوقت سيأخذون قيلولة أو أن سبايك يعلم تيكي الحقائق الأساسية للحياة من كونه كلبًا. مثل سبايك، تغير مظهر تيكي على مر السنين، من الرمادي (مع الكفوف البيضاء) إلى السمرة الكريمية. عندما تم بث "توم وجيري كيدز" لأول مرة، كانت هذه هي المرة الأولى التي يسمع فيها المشاهدون تيكي يتحدث.

### القط بوتش
بوتش هو قط أسود يدخن السيجار ويريد أيضًا أكل جيري. إنه الخصم الأكثر شيوعًا لتوم. ومع ذلك، بالنسبة لمعظم الحلقات القصيرة التي يظهر فيها. كان بوتش أيضًا صديق لتوم كما هو الحال في بعض الرسوم الكارتونية، حيث كان بوتش زعيم قطط الزقاق.
بوتش يتحدث أكثر من توم أو جيري في معظم الأفلام القصيرة. تم تقديم بوتش في الأصل في فيلم هيو هارمان القصير عام 1941 مع قطة بيضاء جميلة تدعى تودلس غالور، ولكن تم دمجهما في توم وجيري بدلاً من الاستمرار في سلسلتهما الخاصة.

### مامي
مامي تو شوز هي امرأة سوداء في منتصف العمر ثقيلة الوزن تضطر غالبًا للتعامل مع الفوضى التي أحدثتها الشخصيات الرئيسية. بصوت الممثلة ليليان راندولف، غالبًا ما يُنظر إليها على أنها مالكة توم. تم عرض وجهها مرة واحدة فقط لفترة وجيزة، في السبت مساء بوس. غالبًا ما تم تعديل مظاهر مامي أو دبلجتها أو إعادة تحريكها كامرأة بيضاء نحيفة في عروض تلفزيونية لاحقة، نظرًا لأن شخصيتها هي نموذج مامي يُنظر إليه الآن على أنه عنصري. تم ترميمها في الغالب في إصدارات للرسوم المتحركة، مع مقدمة من قبل ووبي غولدبرغ تشرح أهمية التمثيل الأفريقي الأمريكي في سلسلة الرسوم المتحركة، مهما كانت الصور النمطية.

### نيبيلز
نيبيلز هو فأر رمادي صغير يظهر غالبًا في الحلقات القصيرة باعتباره ابن شقيق جيري. إنه شخص غير مبالٍ ونادرًا ما يفهم خطورة الموقف، وفهمه البريء للموقف. يمكن أن يؤدي هذا إلى نتائج مثل «الحصول على الجبن» بمجرد مطالبة توم بالتقاطها له، بدلاً من اتباع مثال جيري في المناورة والتسلل حول توم. في مرات عديدة يعد نيبيلز حليف جيري في معارك ضد توم، بما في ذلك كونه الفأر الثاني. يتم منحه أدوارًا في التحدث في جميع مظاهره غالبًا بنبرة فرنسية.

## مبتكر توم وجيري
جوزيف باربيرا مبتكر شخصيتي الرسوم المتحركة الشهيرتين توم وجيري مع ويليام هانا الذي كان شريكا له. بدأ الرجلان تعاونهما في 1937 مع شركة ميترو غولدوين ماير.
حيث وضعا شخصية الهر «توم» والفأر «جيري» وكان هانا يتولى الإنتاج أما باربيرا يقوم بالرسم. وفازا بسبع جوائز أوسكار. وأنتجا مع التلفزيون أكثر من 300 فيلم رسوم متحركة على مدى 60 عاما.
وأنشأ باربيرا في 1957 مع وليام هانا شركة «هانا-باربيرا» للرسوم المتحركة التي أصبحت مشهورة بشخصياتها المتحركة ولاسيما «توم وجيري» و«يوغي بير» الدب و«سكوبي دو» الكلب و«فرد فلينستون» رجل الكهف.
توفي جوزيف باربيرا يوم الاثنين 18 ديسمبر 2006 في لوس أنجلوس بكاليفورنيا عن 95 عاما. أما شريكه وليام هانا فقد توفي عام 2001 عن عمر 90 عاماً.

## ملخص مسيرة توم وجيري
في يونيو 1937، بدأ رسام الرسوم المتحركة وقصص جوزيف باربيرا العمل في وحدة الرسوم المتحركة ليسينغ في مترو غولدوين ماير، ثم أكبر استوديو في هوليوود. علم أن المالك الشريك لويس بي. ماير يرغب في تعزيز قسم الرسوم المتحركة من خلال تشجيع الفنانين على تطوير بعض الشخصيات الكرتونية الجديدة، بعد عدم النجاح في سلسلة الرسوم المتحركة السابقة التي تستند إلى الكابتن والقطاع الهزلي للأطفال. ثم تعاون باربيرا مع زميله في وحدة الرسوم المتحركة والمخرج ويليام هانا في ليسينغ وطرح أفكارًا جديدة، من بينها مفهوم «شخصيتين متساويتين كانتا دائمًا في صراع مع بعضهما البعض». اشتملت فكرة مبكرة على وجود ثعلب وكلب قبل أن يستقروا على قطة وفأر. ناقش الثنائي أفكارهما مع المنتج فريد كويمبي، ثم رئيس قسم الأفلام القصيرة الذي، على الرغم من عدم الاهتمام به، أعطاهما الضوء الأخضر لإنتاج كارتون قصير. أول فيلم قصير، قط يحصل على الحذاء، يتميز بقطة تدعى غاسبير وفأر،  يُدعى جينيكس في مرحلة ما قبل الإنتاج، وخادمة أمريكية من أصل أفريقي تدعى مامي تو شوز. وصفها ليونارد مالتين بأنها «جديدة ومميزة للغاية كان من شأنها تغيير مسار إنتاج الرسوم المتحركة مترو غولدوين ماير» وأنشأت صيغة توم وجيري الناجحة لمطاردات القط والفأر الكوميدية. تم إصداره في حلبة المسرح في 10 فبراير 1940، وبعد أن نصحت الإدارة الزوجين بعدم إنتاج المزيد، ركزوا على الرسوم الكاريكاتورية الأخرى بما في ذلك جالوبين جالس (1940) والمسؤول الكلب بوس (1941). لكن الأمور تغيرت عندما أرسلت بيسا شورت سيدة الأعمال من تكساس رسالة إلى إم جي إم تسأل عما إذا كان سيتم إنتاج المزيد من شورتات القطط والفأر، مما ساعد على إقناع الإدارة بتكليف سلسلة. وفاز الرسام جون كار بمسابقة استوديو لإعادة تسمية كلتا الشخصيتين، واقترح توم القط وجيري الفأر بعد مشروب عيد الميلاد. حصل كار على جائزة المركز الأول بقيمة 50 دولارًا. حقق قط يحصل على الحذاء نجاحًا كبيرًا، حيث حصل على ترشيح لجائزة الأوسكار لأفضل موضوع قصير: الرسوم المتحركة في عام 1941 على الرغم من قائمة الاعتمادات ليسينغ وحذف هانا وباربيرا. بعد أن أعطت مترو غولدوين ماير الضوء الأخضر لـ هانا وباربيرا للاستمرار، دخل الاستوديو الإنتاج في الكارتون الثاني لتوم وجيري، وجبة منتصف الليل الخفيفة (1941). سيستمر الزوجان في العمل على المسلسل خلال الخمسة عشر عامًا القادمة من حياتهم المهنية. في وقت مبكر من السلسلة، لم يبدأ جيري الصراع مطلقًا، وكانت الأفلام القصيرة تتضمن عادةً خسارة توم في النهاية. جعل مؤلف المسلسل، سكوت برادلي، من الصعب على الموسيقيين أداء مقطوعاته التي غالبًا ما تضمنت تقنية الإثني عشر نغمة التي طورها أرنولد شوينبيرج. طورت السلسلة نغمة أسرع وأكثر حيوية وعنيفة مستوحاة من عمل زميل مترو غولدوين ماير تكس أفيري. أجرى هانا وباربيرا تعديلات طفيفة على مظهر توم وجيري حتى يتقدموا في العمر. استمر جيري في إنقاص وزنه ورموشه الطويلة، بينما فقد توم فروه المسنن للحصول على مظهر أكثر نعومة، وكان لديه حاجبان أكبر، وتلقى وجهًا أبيض ورماديًا بفمه أبيض. اتخذ موقفًا رباعي الأرجل في البداية، مثل قطة حقيقية، ليصبح على قدمين بشكل متزايد وبشكل شبه حصري. أنتج هانا وباربيرا 114 رسماً كاريكاتورياً لـ مترو غولدوين ماير، تم ترشيح ثلاثة عشر منها لجائزة الأوسكار لأفضل موضوع قصير وفاز سبعة منها، محطمة بذلك سلسلة الانتصارات التي حققها استوديو والت ديزني في هذه الفئة. فاز توم وجيري بجوائز الأوسكار أكثر من أي سلسلة رسوم متحركة مسرحية أخرى. قدر باربيرا الميزانية النموذجية البالغة 50 ألف دولار لكل كارتون توم وجيري مما جعل الثنائي يستغرق «وقتًا في تصحيحه». استغرق رسم الرسوم المتحركة النموذجية حوالي ستة أسابيع. وفقًا للممارسة المعتادة لإنتاج الرسوم المتحركة الأمريكية في ذلك الوقت، لم يعمل باربيرا وهانا مع سيناريو مسبقًا. بعد طرح فكرة الرسوم المتحركة معًا، كان باربيرا يجسد القصة من خلال رسم لوحة القصة وتقديم تصميمات الشخصيات وتخطيطات الرسوم المتحركة. قام حنا بعمل توقيت الرسوم المتحركة - التخطيط للموسيقى والإيقاعات الزمنية واللهجات التي سيحدث فيها عمل الرسوم المتحركة - ثم قام بعد ذلك بتعيين الرسامين لمشاهدهم والإشراف على عملهم. بالإضافة إلى ذلك، قدم هانا عملًا صوتيًا عرضيًا، ولا سيما صرخات توم العديدة من الألم. على الرغم من الحد الأدنى من المدخلات الإبداعية،  كرئيس لاستوديو الرسوم المتحركة مترو غولدوين ماير، كان يُنسب إلى كيمبي كمنتج لجميع الرسوم المتحركة حتى عام 1955. تسبب الارتفاع في التلفزيون في الخمسينيات في مشاكل لاستوديو مترو غولدوين ماير للرسوم المتحركة، مما أدى إلى تخفيضات في الميزانية على رسوم توم وجيري بسبب انخفاض الإيرادات من العروض المسرحية. في محاولة لمكافحة هذا الأمر، أمرت مترو غولدوين ماير بإنتاج جميع الأفلام القصيرة اللاحقة بتنسيق سينيما شوب ذي الشاشة العريضة؛ وجد الاستوديو أن إعادة إصدار الرسوم المتحركة القديمة كانت تدر أرباحًا مثل الرسوم الجديدة، مما أدى إلى القرار التنفيذي بوقف إنتاج توم وجيري.

## التاريخ
كانت «توم وجيري» عبارة شائعة بين الشباب المنغمسين في السلوك المشاغب في لندن في القرن التاسع عشر. يأتي المصطلح من الحياة في لندن، أو أيام وليالي جيري هوثورن وصديقه الأنيق كورنثيان توم (1823) بواسطة بيرس إيجان. ومع ذلك، لا يلاحظ بروير أكثر من صدى «غير واع» لعصر ريجنسي الأصلي في تسمية الرسوم المتحركة.

### حقبة هانا-باربيرا (1940–1958)
في يونيو 1937، بدأ رسام الرسوم المتحركة وقصص جوزيف باربيرا العمل في وحدة الرسوم المتحركة هارمان وإيسينج في إم جي إم، ثم أكبر استوديو في هوليوود. علم أن المالك الشريك لويس بي. ماير يرغب في تعزيز قسم الرسوم المتحركة من خلال تشجيع الفنانين على تطوير بعض الشخصيات الكرتونية الجديدة، بعد عدم النجاح في سلسلة الرسوم المتحركة السابقة القائمة على الكابتن والقطاع الهزلي للأطفال. ثم تعاونت باربيرا مع زميلها في وحدة الرسوم المتحركة والمخرج ويليام هانا في آيسينغ وطرح أفكارًا جديدة، من بينها مفهوم «شخصيتين متساويتين كانتا دائمًا في صراع مع بعضهما البعض». اشتمل الفكر المبكر على ثعلب وكلب قبل أن يستقروا على قطة وفأر. ناقش الثنائي أفكارهما مع المنتج فريد كويمبي، ثم رئيس قسم الأفلام القصيرة الذي، على الرغم من عدم الاهتمام به، أعطاهما الضوء الأخضر لإنتاج كارتون قصير.
أول فيلم قصير، القط الذي يلتقي ركلة، يظهر قطة تدعى جاسبر وفأر غير مسمى،  يُدعى جينكس في مرحلة ما قبل الإنتاج، وخادمة أمريكية من أصل أفريقي تدعى مامي تو شوز. وصفها ليونارد مالتين بأنها «جديدة ومميزة للغاية... كان من شأنها تغيير مسار إنتاج الرسوم المتحركة إم جي إم» وأنشأت صيغة توم وجيري الناجحة لمطاردات القط والفأر الكوميدية باستخدام الكمامات التهريجية.   تم إصداره على حلبة المسرح في 10 فبراير 1940، وبعد أن نصحت الإدارة الزوجين بعدم إنتاج المزيد، ركزوا على الرسوم الكاريكاتورية الأخرى بما في ذلك جالوبين جالس (1940) وضابط بوش (1941). تغيرت الأمور، مع ذلك، عندما أرسلت سيدة الأعمال من تكساس بيسا شورت رسالة إلى إم جي إم تسأل عما إذا كان سيتم إنتاج المزيد من شورتات القطط والفأر، مما ساعد على إقناع الإدارة بتكليف سلسلة. فاز رسام الرسوم المتحركة جون كار بمسابقة استوديو أجريت لإعادة تسمية كلتا الشخصيتين، واقترح توم القط وجيري الفأر بعد مشروب وقت عيد الميلاد. حصل كار على جائزة المركز الأول بقيمة 50 دولارًا.  حقق "القط الذي يلتقي ركلة" نجاحًا كبيرًا، حيث حصل على ترشيح لجائزة الأوسكار لأفضل موضوع قصير: الرسوم المتحركة في عام 1941 على الرغم من قائمة الاعتمادات التي أدرجت آيسينغ وحذف هانا-باربيرا.  
بعد أن أعطت إم جي إم الضوء الأخضر لهانا-باربيرا للاستمرار، دخل الاستوديو الإنتاج في الكارتون الثاني لتوم وجيري، وجبات منتصف الليل (1941). سيستمر الزوجان في العمل على المسلسل خلال الخمسة عشر عامًا القادمة من حياتهم المهنية.  في وقت مبكر من المسلسل، لم يبدأ جيري الصراع مطلقًا، وكانت الأفلام القصيرة تتضمن عادةً خسارة توم في النهاية. جعل مؤلف المسلسل، سكوت برادلي، من الصعب على الموسيقيين أداء مقطوعاته التي غالبًا ما تضمنت تقنية الاثني عشر نغمة التي طورها أرنولد شوينبيرج. طورت السلسلة نغمة أسرع وأكثر حيوية وعنيفة مستوحاة من عمل زميل إم جي إم تكس أفيري. أجرى هانا وباربيرا تعديلات طفيفة على مظهر توم وجيري حتى يتقدموا في العمر بأمان. استمر جيري في إنقاص وزنه ورموشه الطويلة، بينما فقد توم فروه المسنن للحصول على مظهر أكثر نعومة، وكان لديه حاجبان أكبر، وحصل على وجه أبيض ورمادي بفم أبيض. اتخذ موقفًا رباعي الأرجل في البداية، مثل قطة حقيقية، ليصبح على قدمين بشكل متزايد وبشكل حصري تقريبًا.
أنتج هانا وباربيرا 114 رسماً كاريكاتورياً لإم جي إم، تم ترشيح ثلاثة عشر منها لجائزة الأوسكار لأفضل موضوع قصير وفاز سبعة منها، محطمة بذلك سلسلة الانتصارات التي حققها استوديو والت ديزني في الفئة. فاز توم وجيري بجوائز الأوسكار أكثر من أي سلسلة رسوم متحركة مسرحية أخرى. قدّر باربيرا الميزانية النموذجية البالغة 50000 دولار لكل كارتون توم وجيري مما جعل الثنائي يستغرق «وقتًا في تصحيحه». استغرق رسم كاريكاتوري نموذجي حوالي ستة أسابيع.
وفقًا للممارسات القياسية لإنتاج الرسوم المتحركة الأمريكية في ذلك الوقت، لم يعمل باربيرا وهانا مع سيناريو مسبقًا. بعد الخروج بفكرة الرسوم المتحركة معًا، كان باربيرا يجسد القصة من خلال رسم لوحة عمل وتقديم تصميمات الشخصيات وتخطيطات الرسوم المتحركة. قام حنا بعمل توقيت الرسوم المتحركة - التخطيط للموسيقى والإيقاعات الزمنية واللهجات التي سيحدث فيها عمل الرسوم المتحركة - ثم قام بعد ذلك بتعيين الرسامين لمشاهدهم والإشراف على عملهم. بالإضافة إلى ذلك، قدم حنا صوتًا عرضيًا، ولا سيما صرخات توم العديدة من الألم. على الرغم من الحد الأدنى من المدخلات الإبداعية،  كرئيس لاستوديو الرسوم المتحركة إم جي إم، كان يُنسب إلى كويمبي كمنتج لجميع الرسوم المتحركة حتى عام 1955.
تسبب صعود التلفزيون في الخمسينيات من القرن الماضي في مشاكل لاستوديو الرسوم المتحركة إم جي إم، مما أدى إلى تخفيضات في الميزانية على رسوم توم وجيري الكارتونية بسبب انخفاض الإيرادات من العروض المسرحية. في محاولة لمكافحة هذا الأمر، أمرت إم جي إم بإنتاج جميع الأفلام القصيرة اللاحقة بتنسيق سينما سكوب ذي الشاشة العريضة، الأول، إلمسني، أيها القط!، صدر في ديسمبر 1954. ومع ذلك، وجد الاستوديو أن عمليات إعادة إصدار الرسوم الكاريكاتورية القديمة كانت تدر أرباحًا مثل تلك الجديدة، مما أدى إلى قرار تنفيذي بوقف الإنتاج في توم وجيري وفي وقت لاحق استوديو الرسوم المتحركة في 15 مايو 1957. صدر آخر رسم كاريكاتوري من إنتاج هانا وباربيرا، توت واتشرز، في 1 أغسطس 1958. قرر الزوجان المغادرة والتركيز على شركة الإنتاج الخاصة بهما هانا-باربيرا للإنتاج، والتي استمرت في إنتاج مثل هذه المسلسلات التلفزيونية المتحركة الشهيرة بما في ذلك فلينستون وعرض الدب يوغي وذا جتسونز وأين أنت سكوبي دو!.

#### تنسيقات الإنتاج
قبل عام 1954، تم إنتاج جميع رسوم توم وجيري الكرتونية وفقًا لنسب الأكاديمية القياسية وتنسيقها ؛ في عامي 1954 و1955، تم إنتاج بعض المخرجات بشكل مزدوج في نسختين: واحدة سالبة بنسبة أكاديمية مكونة لشاشة عريضة مسطحة (1.75: 1) ولقطة واحدة في عملية سينما سكوب. من عام 1955 حتى إغلاق استوديو إم جي إم للرسوم المتحركة بعد عام، تم إنتاج جميع رسوم توم وجيري الكارتونية في سينما سكوب، حتى أن بعضها سجل مساراتهم الصوتية في صوت اتجاهي بيرسبيكتا. تم تصوير جميع رسوم هانا وباربيرا الكرتونية على أنها سلبيات متتالية بالتعرض للألوان في تكنيكولور.

### حقبة جين ديتش (1961-1962)
في عام 1961، أعادت إم جي إم إحياء امتياز توم وجيري، وتعاقدت مع استوديو الرسوم المتحركة الأوروبي أفلام رامبرانت لإنتاج 13 توم وجيري للفيلم القصير في براغ، تشيكوسلوفاكيا. كلها من إخراج جين ديتش وإنتاج ويليام إل. سنايدر. كتب ديتش نفسه معظم الرسوم بمساعدة عرضية من لارز بورن وإيلي باور. قدم شتوبان كونيشيك النوتة الموسيقية للأفلام القصيرة ديتش. تم إنتاج المؤثرات الصوتية بواسطة مؤلف الموسيقى الإلكترونية تود دوكستادر وديتش. تم تقديم غالبية المؤثرات الصوتية والأصوات في أفلام ديتش بواسطة ألين سويفت وديتش.
يقول ديتش أنه، لكونه «رجل المتحدة للإنتاج الأمريكية»، لم يكن معجبًا برسوم توم وجيري الكرتونية، معتقدًا أنها كانت «عنيفة بلا داع». ومع ذلك، بعد تكليفه بالعمل في المسلسل، سرعان ما أدرك أن «لا أحد يأخذ [العنف] على محمل الجد»، وكان مجرد «محاكاة ساخرة للمشاعر الإنسانية المبالغ فيها». لقد جاء أيضًا ليرى ما اعتبره «الجذور التوراتية» في صراع توم وجيري، على غرار ديفيد وجالوت، قائلاً «هذا هو المكان الذي نشعر فيه بارتباط بهذه الرسوم الكرتونية: يمكن للفتى الصغير الفوز (أو على الأقل البقاء على قيد الحياة) قتال في يوم آخر».
نظرًا لأن فريق ديتش / سنايدر لم يشاهد سوى عدد قليل من شورتات توم وجيري الأصلية، ومنذ أن أنتج الفريق رسومهم الكارتونية بميزانية محدودة قدرها 10000 دولار، اعتبرت الأفلام الناتجة سريالية بطبيعتها، على الرغم من أن هذا لم يكن نية ديتش. كانت الرسوم المتحركة محدودة ومتشنجة في الحركة، مقارنةً بشورت هانا-باربيرا الأكثر مرونة. تم عمل فن الخلفية بأسلوب أكثر بساطة وزاوية من فن الآرت ديكو. تضمنت الموسيقى التصويرية موسيقى إلكترونية متفرقة وصدى، ومؤثرات صوتية مستقبلية، وتردد قوي، وحوار تم غمغته بدلاً من التحدث به. وفقًا لجين نيسيل من صحيفة نيويورك تايمز، «لم يكن للأسلوب التشيكي أي شيء مشترك مع هذه الرسوم الكرتونية التي تحركها الكمامة.» 
في حين أن شورت هانا-باربيرا كان يتم بشكل عام داخل وخارج المنزل، اختارت سراويل ديتش مواقع أكثر غرابة، مثل سفينة صيد الحيتان في القرن التاسع عشر، أو أدغال نيروبي، أو الأكروبوليس اليوناني القديم، أو الغرب المتوحش. بالإضافة إلى ذلك، تم استبدال مامي تو شوز كمالك لتوم من قبل رجل أبيض أصلع، زائد الوزن، قصير المزاج، متوسط العمر، كان يشبه كلينت كلوبر بشكل لافت للنظر. تمامًا مثل سبايك البولدوج، فهو أيضًا أكثر وحشية وعنفًا في معاقبة أفعال توم مقارنة بالمالكين السابقين، وغالبًا ما يضرب توم ويضربه بشكل متكرر.
لتجنب الارتباط بالشيوعية، كتب ديتش بالحروف اللاتينية الأسماء التشيكية لطاقمه في الاعتمادات الافتتاحية. بالإضافة إلى ذلك، فإن هذه الأفلام القصيرة هي من بين عدد قليل من رسوم توم وجيري الكارتونية التي لم تحمل عبارة «صنع في هوليوود، الولايات المتحدة الأمريكية» على بطاقة العنوان النهائية؛ نظرًا لوجود استوديو ديتش خلف الستار الحديدي، تم حذف موقع استوديو الإنتاج بالكامل عليه. بعد الانتهاء من 13 قطعة قصيرة، تم طرد جو فوجل، رئيس الإنتاج، من إم جي إم. وافق فوجيل على عمل ديتش وفريقه، لكن إم جي إم قررت عدم تجديد عقدهم بعد رحيل فوجيل. نهائي الـ 13 فيلمًا قصيرًا، كارمن احصل عليه!، تم إصداره في 21 ديسمبر 1962.
كانت شورتات ديتش نجاحات تجارية. في عام 1961، أصبحت سلسلة توم وجيري هي سلسلة أفلام الرسوم المتحركة القصيرة الأعلى ربحًا في ذلك الوقت، حيث تخلت عن لوني تيونز، التي شغلت المنصب لمدة 16 عامًا ؛ تكرر هذا النجاح مرة أخرى في عام 1962. ومع ذلك، على عكس شورت هانا-باربيرا، لم يتم ترشيح أي من أفلام ديتش لها ولم تفز بجائزة الأوسكار. صرح ديتش أنه بسبب قلة خبرة فريقه بالإضافة إلى ميزانيته المنخفضة، «بالكاد كانت لديه فرصة للنجاح»، و«يفهم جيدًا ردود الفعل السلبية» على سرواله القصير. إنه يعتقد «أنه كان من الممكن أن يكونوا جميعًا متحركين بشكل أفضل - أصدق بالنسبة للشخصيات - ولكن تم إنتاج T & Js لدينا في أوائل الستينيات، بالقرب من بداية وجودي هنا، منذ أكثر من نصف قرن وأنا أكتب هذا!»  تم إصدار الأفلام القصيرة على قرص دي في دي في عام 2015 في «توم وجيري: مجموعة جين ديتش».

#### تنسيقات الإنتاج
تم إجراء إدخالات الستينيات في متروكولور ولكنها عادت إلى نسبة الأكاديمية القياسية والشكل.

### حقبة تشاك جونز (1963-1967)
بعد إصدار آخر رسوم كاريكاتورية لديتش، تشاك جونز، الذي طُرد من عمله الذي دام 30 عامًا في شركة وارنر براذرز كارتونز، بدأ استوديو الرسوم المتحركة الخاص به، سيب تاور 12 للإنتاج (أعيدت تسميته لاحقًا فيسوال للفنون / مترو غولديون ماير للرسوم المتحركة)، مع شريك لي غولدمان (Les Goldman). ابتداءً من عام 1963، استمر جونز وجولدمان في إنتاج 34 فيلمًا قصيرًا آخر لتوم وجيري، وكلها تحمل أسلوب جونز المميز (وتأثير مخدر طفيف).
وكان جونز مشكلة التكيف مع أسلوبه لتوم وجيري ' نوع من الفكاهة، وعدد من الرسوم المتحركة يفضل كامل، شخصية وأسلوب أكثر من قصة. خضعت الشخصيات لتغيير طفيف في المظهر: أُعطي توم حواجب أكثر سمكًا (تشبه غرينش لجونز، أو عد تعداد الدم أو وايل إي. كايوتي)، مظهر أقل تعقيدًا (بما في ذلك لون فروه الذي أصبح رماديًا)، وآذان أكثر حدة، وذيل أطول وخدود الفراء (تشبه جونز كلود كات أو سيلفستر)، في حين أن جيري أعطي عيون وأذنين أكبر، ولون بني فاتح، وتعبير أكثر حلاوة، يشبه بوركي بيغ.
تذكرنا بعض الرسوم الكاريكاتورية لتوم وجيري لجونز بعمله مع وايل إي. كايوتي ورود رنر، بما في ذلك استخدام الكمامات والكمامات التي تنطوي على سقوط شخصيات من أماكن مرتفعة. شارك جونز في إخراج معظم الأفلام القصيرة مع فنان التخطيط موريس نوبل. تم إخراج الأفلام القصيرة المتبقية من قبل أبي ليفيتو وبن وشام، حيث أخرج توم راي شورتين تم بناءهما حول لقطات من الرسوم الكرتونية السابقة لتوم وجيري من إخراج حنا وباربيرا، وأخرج جيم بابيان فيلمًا قصيرًا مع موريس نوبل. تم تقديم خصائص صوتية مختلفة بواسطة ميل بلانك وجوون فوراي وحتى جونز نفسه. تحتوي هذه السراويل القصيرة على موضوع افتتاحي لا يُنسى، حيث يستبدل توم أولاً أسد إم جي إم، ثم يُحاصر داخل حرف "O" من اسمه.
على الرغم من أن شورتات جونز كانت تعتبر بشكل عام تحسنًا عن فيلم قصير ديتش، إلا أنها حققت درجات متفاوتة من النجاح الحاسم. توقفت إم جي إم عن إنتاج شورت توم وجيري في عام 1967، وفي ذلك الوقت انتقل جونز إلى العروض التلفزيونية الخاصة والفيلم الطويل كشك الرسوم الوهمي. تم إصدار الأفلام القصيرة على قرص دي في دي في عام 2009 في «توم وجيري: مجموعة تشاك جونز».

### توم وجيري ضربا التلفزيون
ابتداءً من عام 1965، بدأت الرسوم الكرتونية حنا وباربيرا توم وجيري في الظهور على شاشات التلفزيون في نسخ معدلة بشدة. طُلب من فريق جونز التقاط الرسوم الكرتونية التي تظهر فيها مامي تو شوز وإزالتها من خلال لصقها فوق الكواليس التي تعرض لها مشاهد جديدة. في معظم الأوقات، تم استبدالها بامرأة إيرلندية بيضاء بدينة مماثلة؛ من حين لآخر، كما في القط أمسية السبت، أخذت مراهقة بيضاء نحيل مكانها، حيث تم التعبير عن كلتا الشخصيتين بواسطة جوون فوراي. ومع ذلك، فإن البرامج التليفزيونية الحديثة على كرتون نتورك وبوميرانغ تحتفظ بـ مامي بعمل تعليق صوتي جديد تؤديه ثيا فيدال لإزالة المصطلحات النمطية السوداء الموجودة في الموسيقى التصويرية للرسوم المتحركة الأصلية. تمت إزالة العناوين الافتتاحية القياسية لتوم وجيري أيضًا. بدلاً من تسلسل إم جي إم الأسد الصاخب، تم استخدام تسلسل افتتاحي يضم مقاطع مختلفة من الرسوم بدلاً من ذلك. تم تغيير بطاقات العنوان أيضًا. تم استخدام بطاقة عنوان وردية بالاسم مكتوب بخط أبيض بدلاً من ذلك.
ظهر لأول مرة في جدول صباح يوم السبت على شبكة سي بي إس في 25 سبتمبر 1965، وانتقل توم وجيري إلى شبكة سي بي إس الأحد بعد ذلك بعامين وظل هناك حتى 17 سبتمبر 1972.

### عصر حنا-باربيرا الثاني: عرض توم وجيري (1975-1977)
في عام 1975، اجتمع توم وجيري مع حنا وباربيرا، اللذين أنتجا عرض توم وجيري لصباح يوم السبت. تم إقران هذه الشورتات الكرتونية القصيرة التي يبلغ طولها سبع دقائق ومدتها سبع دقائق مع رسوم كاريكاتورية عنب القرد ومومبلي، لإنشاء عرض توم وجيري / قرد العنب، وعرض توم وجيري / قرد العنب / مومبلي، وعرض توم وجيري / مومبلي تم عرضه في البداية على ABC يوم السبت في الصباح بين 6 سبتمبر 1975 و3 سبتمبر 1977  في هذه الرسوم الكارتونية، أصبح توم وجيري (الآن بربطة عنق حمراء)، اللذان كانا أعداء خلال سنوات تكوينهما، أصدقاء غير عنيفين ذهبوا في مغامرات معًا، حيث كان على هانا باربيرا أن تفي بالقواعد الصارمة ضد العنف في تلفزيون الأطفال. لم يتم استخدام هذا التنسيق في مقبلات توم وجيري الأحدث.

### عصر الأفلام (1980-1982)
كما جربت في فيلميشن ستوديو (بالاشتراك مع تلفزيون مترو غولديون ماير) أيديهم في إنتاج مسلسل تلفزيون توم وجيري. ظهرت نسختهم، عرض توم وجيري الكوميدي، لأول مرة في عام 1980، وظهرت أيضًا رسوم متحركة جديدة من بطولة دروبي وسبايك (من توم وجيري، والنسخة نفسها المستخدمة في دروبي) والذئب سليك والدب بارني، لم يتم رؤيتها منذ ذلك الحين شورت إم جي إم الأصلي. كانت الرسوم الكرتونية لفيلم توم وجيري مختلفة بشكل ملحوظ عن جهود هانا باربيرا، حيث أعادا توم وجيري إلى صيغة المطاردة الأصلية، بصيغة فكاهة «تهريجية» إلى حد ما. هذا التجسيد، مثل إصدار عام 1975، لم يلق استحسان الجماهير مثل النسخ الأصلية، واستمر في صباح يوم السبت على شبكة سي بي إس من 6 سبتمبر 1980 إلى 4 سبتمبر 1982.

### أصحاب توم وجيري الجدد
في عام 1986، تم شراء إم جي إم من قبل مؤسس دابليو تي بي إس تيد تورنر. باع تورنر الشركة بعد فترة وجيزة، لكنه احتفظ بمكتبة أفلام إم جي إم قبل عام 1986، وبالتالي أصبح توم وجيري ملكًا لشركة شركة تيرنر إنترتينمنت (حيث تقف الحقوق اليوم عبر وارنر برذرز)، وظهرت في السنوات اللاحقة على تيرنر-محطات التشغيل، مثل تي بي إس وتي إن تي وكرتون نتورك وذي دابليو بي ‏ وبومرانغ وتيرنر كلاسيك موفيز.

### عصر حنا-باربيرا الثالث: أطفال توم وجيري (1990-1994)
كان أحد أهم الاتجاهات في تلفزيون صباح السبت في الثمانينيات والتسعينيات هو "بيبيفيكيشن" (إصدارات الأطفال) لنجوم الرسوم المتحركة الكلاسيكيين، وفي 2 مارس 1990، أبناء توم وجيري، شارك في إنتاجه شركة تيرنر إنترتينمنت وهانا-باربيرا للإنتاج (التي سيتم بيعها إلى تيرنر في عام 1991)، ظهرت لأول مرة على قناة فوكس كيدز، كما تم بثها لبضع سنوات على قناة الأطفال البريطانية سي بي بي سي. ظهرت نسخة شابة من الثنائي الشهير القط والفأر الذي يطارد بعضهما البعض. كما هو الحال مع سلسلة إيتش بي لعام 1975، يرتدي جيري ربطة العنق الحمراء، بينما يرتدي توم الآن قبعة حمراء. ظهر سبايك وابنه تايك (الذي أجرى حوارًا حديثًا الآن) ودروبي وابنه دريبل في مقاطع احتياطية من العرض الذي استمر حتى 18 نوفمبر 1994. كان أبناء توم وجيري آخر سلسلة رسوم متحركة لتوم وجيري تم إنتاجها بنسبة عرض إلى ارتفاع تبلغ 4: 3 (ملء الشاشة).

### إنتاجات لمرة واحدة (2001-2005)
في عام 2001، تم عرض برنامج تلفزيوني خاص جديد بعنوان توم وجيري: القط القصر لأول مرة على بومرانغ. ظهرت جو باربيرا (الذي كان أيضًا مستشارًا إبداعيًا) باعتباره صوت مالك توم، الذي لم يُرى وجهه أبدًا. في هذا الكارتون، يعتبر جيري، الموجود في منزل مألوف، كحيوان أليف مثل توم، وعلى مالكه أن يذكر توم بعدم «إلقاء اللوم على الفأر في كل شيء».
في عام 2005، توم جديد وجيري مسرحية قصيرة بعنوان حارس الكاراتيه، التي كانت من تأليف وإخراج باربيرا وسبايك براندت، مخطط القصة جوزيف باربيرا وإيواو تاكاموتو والتي تنتجها جوزيف باربيرا، سبايك براندت، وتوني سيرفوني لأول مرة في لوس سينمات أنجلس في 27 سبتمبر 2005. وكجزء من الاحتفال توم وجيري ' الذكرى الخامسة والستون، أول عودة هذا باربيرا ملحوظ في ككاتب ومخرج والفنان القصة المصورة على المسلسل حيث له ومبتكرة الرسوم المتحركة القصيرة إم جي إم حنا، وعموما الماضي. سيموت بعد وقت قصير من انتهاء الإنتاج. تم ترشيح المخرج / رسام الرسوم المتحركة، سبايك براندت لجائزة آني لأفضل رسوم متحركة للشخصيات. ظهر الفيلم القصير على كرتون نتورك في 27 يناير 2006.

#### تنسيق الإنتاج
تم تصوير فيلم حارس الكاراتيه القصير لعام 2005 وفقًا لمعيار الأكاديمية وشكلها.

### حقبة وارنر براذرز. (2006 إلى الوقت الحاضر)
خلال النصف الأول من عام 2006، تم إنتاج سلسلة جديدة بعنوان قصص توم وجيري في وارنر براذرز أنيميشن ثلاث عشرة حلقة مدتها نصف ساعة (تتكون كل منها من ثلاثة أفلام قصيرة، بعضها - مثل حارس الكاراتيه - تم إنتاجها وإكمالها في عام 2003 كجزء من جدول رسوم متحركة مسرحي يزيد عن 30 تم إجهاضه بعد الكارثة المالية لفيلم لوني تونز: باك إن أكشن) تم إنتاجها، مع تسجيل أسواق خارج الولايات المتحدة والمملكة المتحدة فقط. ثم جاء العرض إلى المملكة المتحدة في فبراير 2006 على بومرنغ، وذهب إلى الولايات المتحدة في كيدز دابليو بي على ذا سي دبليو. حكايات هي أول مسلسل تلفزيوني لتوم وجيري يستخدم النمط الأصلي للسراويل القصيرة الكلاسيكية، إلى جانب التهريج. تم إلغاء المسلسل في عام 2008، قبل وقت قصير من إغلاق مجموعة دبليو بي للأطفال. الحكايات هي أيضًا أول إنتاج من إنتاج توم وجيري يتم تقديمه بنسبة عرض إلى ارتفاع تبلغ 16: 9 (والتي تم بثها على كرتون تنورك في الولايات المتحدة) ولكن تم اقتصاصها إلى نسبة عرض إلى ارتفاع تبلغ 4: 3 بملء الشاشة (والتي تم بثها على سي دبليو وبومرانغ في الولايات المتحدة تنص على).
كرتون نتورك، التي بدأت في إعادة عرض حكايات توم وجيري في يناير 2012، بثت لاحقًا سلسلة ثانية تتكون من سورتين قصيرتان مدة كل منهما 11 دقيقة في كل حلقة، والتي سعت أيضًا إلى الحفاظ على المظهر والشخصيات الأساسية وحساسية الأفلام المسرحية القصيرة الأصلية. على غرار أعمال إعادة التشغيل الأخرى مثل سكوبي دو! ميستري إنكوربوريتد وعرض لوني تونز، جلبت عدة حلقات من المسلسل الجديد توم وجيري إلى البيئات المعاصرة، حيث يروي قصصًا جديدة وينقل الشخصيات إلى عوالم أكثر روعة، من قلعة من العصور الوسطى إلى مختبر عالم مجنون. المسلسل بعنوان عرض توم وجيري، من إنتاج وارنر براذرز أنيميشن، مع سام ريجستر يعمل كمنتج تنفيذي بالتعاون مع داريل فان سيترز واشلي بوستلويت في رينغيد للرسوم المتحركة. كان من المقرر في الأصل تقديم العرض الأول لفيلم كرتون نتورك لعام 2013 غير مؤرخ  قبل تأجيله إلى 9 أبريل 2014، وهذا هو ثاني إنتاج توم وجيري يتم تقديمه بنسبة عرض إلى ارتفاع تبلغ 16: 9 على الشاشة العريضة.
في نوفمبر 2014، تم عرض رسم تخطيطي لمدة دقيقتين كجزء من برنامج الأطفال المحتاجين ‏ في المملكة المتحدة، وتم إنتاج الرسم بالتعاون مع شركة وارنر برذرز.
في مايو 2016، بدأ دابليو بي كيدز في إصدار مقتطفات من العديد من أعمال توم وجيري لمنصة يوتيوب عبر الإنترنت. بحلول يناير 2017، بدأت دابليو بي كيدز في إصدار مقاطع فيديو تجميعية لسلسلة توم وجيري على المنصة.

## خارج الولايات المتحدة
عندما عُرضت على التلفزيون الأرضي في المملكة المتحدة (من أبريل 1967 إلى فبراير 2001، عادةً على بي بي سي)، لم يتم تحرير رسوم توم وجيري الكارتونية للعنف، وتم الإبقاء على مامي. بالإضافة إلى وجود فتحات منتظمة (خاصة بعد المساء بي بي سي نيوز مع عرض ما يقرب من شريطين قصيرين كل مساء ويتم عرضهما أحيانًا على شبكة الأطفال سي بي بي سي في الصباح)، خدم توم وجيري قناة بي بي سي بطريقة أخرى. عندما تواجه اضطرابًا في الجداول الزمنية (على سبيل المثال عند تجاوز البث المباشر)، كانت هيئة الإذاعة البريطانية تلجأ دائمًا إلى توم وجيري لملء أي ثغرات، واثقة من أنها ستحتفظ بالكثير من الجمهور الذي قد يكون قناة قفزة. وقد ثبت أن هذا مفيد بشكل خاص في عام 1993، عندما كان لا بد من إلغاء حزب نويل في مجلس النواب بسبب ذعر الجيش الجمهوري الايرلندي بوجود قنبلة في مركز تلفزيون بي بي سي؛ تم عرض توم وجيري بدلاً من ذلك، وسد الفجوة حتى البرنامج التالي. في عام 2006، اشتكت إحدى الأمهات إلى أوفكوم من التدخين الذي يظهر في الرسوم، حيث يحاول توم غالبًا إقناع اهتمامات الحب بهذه العادة، مما أدى إلى تقارير تفيد بأن مشاهد التدخين في أفلام توم وجيري قد تخضع للرقابة.
نظرًا لاستخدامه المحدود جدًا للحوار، تمت ترجمة توم وجيري بسهولة إلى العديد من اللغات الأجنبية. بدأ بث توم وجيري في اليابان عام 1965. في عام 2005 استقصاء وطني أجراه تلفزيون أساهي في اليابان، أخذ عينات من الفئات العمرية من المراهقين إلى البالغين في الستينيات من العمر، وصنف توم وجيري في المرتبة 85 في قائمة أفضل 100 «أنمي» على الإطلاق. بينما صنفها استطلاع الويب الذي تم إجراؤه بعد بث القائمة في المرتبة 58 - الرسوم المتحركة الوحيدة غير اليابانية في القائمة، وتفوقت على كلاسيكيات الرسوم المتحركة مثل المحقق كونان، تسوباسا كرونيكل، سالي، ماكروس شبح في الهيكل. (في اليابان، تشير كلمة "animé" إلى جميع الرسوم المتحركة بغض النظر عن أصلها، وليس الرسوم المتحركة اليابانية فقط.)  توم وجيري أيضًا كتعويذات مرخصة منذ فترة طويلة لبنك جوروكو الذي يتخذ من غيفو مقراً له. على عكس بعض الرسوم الكاريكاتورية الغربية الأخرى مثل بوب البناء وبات ساعي البريد، اللذان كان لابد من تعديل شخصياتهما بحيث يكون في كل يد خمسة أصابع بدلاً من الأربعة الأصلية،  بث توم وجيري في اليابان بدون مثل هذه التعديلات، كما فعلت مسلسلات أخرى بطولة أبطال غير بشريين مثل سبونج بوب سكوير بانتس.
يتمتع توم وجيري بشعبية كبيرة في ألمانيا منذ فترة طويلة. عادة ما يتم ربط الأفلام القصيرة المختلفة مع مشاهد رئيسية من يوميات جيري (1949)، حيث يقرأ توم عن مغامراته السابقة وجيري. يتم تقديم الرسوم الكاريكاتورية بقافية شعر باللغة الألمانية، وعند الضرورة، تحدث صوت ألماني بترجمات الملصقات الإنجليزية على العناصر والمعلومات المماثلة.
تم بث العرض في البر الرئيسي للصين بواسطة سي سي تي في في منتصف الثمانينيات إلى أوائل التسعينيات وكان شائعًا للغاية في ذلك الوقت. لا تزال مجموعات العرض سمة بارزة في متاجر الكتب الصينية.
في الفلبين، تم بث المسلسل على أي بي إس-سي بي إن من عام 1966 حتى إغلاقه بسبب إعلان البلاد للأحكام العرفية في عام 1972، مع شورت هانا باربيرا في وقت لاحق من باربيكيو براول إلى توت واتشرز وجميع شورتات جين ديتش وتشاك جونز. بثت قناة آر بي إن معظم أفلام قصير هانا-باربيرا من عام 1977 حتى عام 1989. عادت أيه بي إس-سي بي إن لاحقًا إلى الهواء بعد استعادة الديمقراطية في عام 1986 وبثت نفس الأفلام القصيرة كما كانت في فترة ما قبل الأحكام العرفية. استمر هذا حتى نهاية عام 1988.
في إندونيسيا، تم بث المسلسل على تي بي آي (أعيد تسميته لاحقًا ‏ باسم إم إن سي تي في) من منتصف التسعينيات إلى أوائل عام 2010 وآر سي تي آي خلال 2000s.
على الرغم من أن شورت جين ديتش تم إنشاؤه في تشيكوسلوفاكيا (1960-1962)، إلا أن أول إصدار تلفزيوني رسمي لتوم وجيري كان في عام 1988. كانت واحدة من الرسوم الكاريكاتورية القليلة ذات الأصل الغربي التي تم بثها في تشيكوسلوفاكيا (1988) ورومانيا (حتى 1989) قبل سقوط الاتحاد السوفيتي في عام 1989.
أطلقت ماركة الآيس كريم الباكستانية أوموري قطعة آيس كريم من الشوكولاتة بناءً على العرض.

## الأفلام الروائية
كان أول ظهور لفيلم توم وجيري في الفيلم الموسيقي رفع المرسى عام 1945، والذي أدى فيه جيري رقصة مع جين كيلي. في هذا المشهد، قام توم أيضًا بعمل حجاب كخادم. كان صانعو الأفلام يريدون ظهور ميكي ماوس في المشهد، لكن والت ديزني رفض الصفقة، حيث كان استوديو ديزني يركز على الرسوم المتحركة الخاصة به للمساعدة في سداد ديونه بعد الحرب العالمية الثانية. أشرف ويليام حنا وجو باربيرا على الرسوم المتحركة للمشهد.
كان الظهور الثاني لفيلم توم وجيري هو السباحة مع إستر ويليامز في تسلسل الأحلام في فيلم موسيقي آخر من، خطير عند البلل (1953).
في 1 أكتوبر 1992، وصل أول إصدار دولي لفيلم توم وجيري عندما تم طرح الفيلم في الخارج لدور السينما في أوروبا  ثم محليًا بواسطة أفلام ميرماكس في 30 يوليو 1993،  مع فيديو مستقبلي وإصدارات DVD التي سيتم بيعها تحت شركة وارنر برذرز، والتي، بعد استحواذ ديزني على ميرماكس واندماج تيرنر اللاحق مع تايم وارنر، حصلت على حقوق توزيع الفيلم. عمل باربيرا كمستشار إبداعي للصورة التي أنتجها وأخرجها فيل رومان. كان الفيلم موسيقيًا له هيكل مشابه لأفلام إم جي إم الشهيرة، ساحر أوز ولنغني تحت المطر. في عام 2001، أصدرت شركة وارنر برذرز (التي اندمجت في ذلك الوقت مع تيرنر وافترضت خصائصها) أول فيلم مباشر للفيديو للثنائي، توم وجيري: الخاتم السحري، حيث يطمع توم في حلقة تمنح قوى غامضة. إلى مرتديها، وأصبحت عالقة بطريق الخطأ على رأس جيري. ستكون هذه هي المرة الأخيرة التي شاركت فيها هانا وباربيرا في إنتاج رسوم متحركة توم وجيري معًا، حيث توفي ويليام هانا بعد فترة وجيزة من إصدار فيلم الخاتم السحري.
بعد أربع سنوات، قام بيل كوب بكتابة وإخراج ميزتي توم وجيري دي تي في للاستوديو، توم وجيري: الإنطلاق إلى المريخ وتوم وجيري: السريع والمكسو بالفراء، والأخير مبني على قصة باربرا. تم إصدار كلاهما على قرص دي في دي في عام 2005، بمناسبة الاحتفال بالذكرى 65 لتوم وجيري. في عام 2006، فيلم آخر مباشر إلى الفيديو، توم وجيري القراصنة والكنز، يروي قصة عن اضطرار الزوجين إلى العمل معًا للعثور على الكنز. ابتكر جو قصة الفيلم التالي، توم وجيري: قصة كسارة البندق، بالإضافة إلى الفكرة الأولية لمزامنة الإجراءات التي تظهر على الشاشة مع الموسيقى من مجموعة كسارة البندق في تشايكوفسكي. فيلم دي تي في هذا، من إخراج سبايك براندت وتوني سيرفون، سيكون آخر مشاريع توم وجيري لجو باربيرا بسبب وفاته في ديسمبر 2006. تم إصدار فيلم الرسوم المتحركة المخصص للعطلات على قرص DVD في أواخر عام 2007 ومخصص لباربيرا. تم إصدار فيلم جديد مباشر إلى الفيديو، توم وجيري يقابلان شيرلوك هولمز، في 24 أغسطس 2010. إنه أول فيلم توم وجيري مصمّم للفيديو يتم إنتاجه بدون أي من المبدعين الأصليين للشخصيات. تم إصدار الفيلم التالي المباشر إلى الفيديو، توم وجيري وساحر أوز في 23 أغسطس 2011 وكان أول فيلم Tom and Jerry المصنوع للفيديو من أجل بلو راي. كان لديه معاينة تظهر على كرتون نتورك. تم إصدار روبن هود وفأره المرح على بلو راي ودي في دي في 2 أكتوبر 2012. تم إصدار فيلم مغامرة توم وجيري العملاقة في عام 2013 على بلو راي ودي في دي. تم إصدار فيلم توم وجيري: التنين المفقود على قرص دي في دي في 2 سبتمبر 2014. تم إصدار توم وجيري: جاسوس كويست على قرص دي في دي في 23 يونيو 2015. تم إصدار توم وجيري: العودة إلى أوز على قرص دي في دي في 21 يونيو 2016. تم إصدار توم وجيري: ويلي ونكا ومصنع الشوكولاطة على قرص دي في دي في 11 يوليو 2017.
في أكتوبر 2018، تم الإعلان عن وجود فيلم هجين جديد للرسوم المتحركة الحية / ثنائية الأبعاد قيد التطوير. الفيلم من إخراج تيم ستوري وسيبدأ التصوير في أستوديوهات وارنر بروس، ليفسدن لاحقًا في عام 2019. في أبريل 2019، انضمت كلوي غرايس موريتز إلى فريق التمثيل في دور كايلا، وهي فتاة تعمل في فندق احتله جيري، مما أجبرها على إحضار توم للتخلص منه. في مايو 2019، انضم مايكل بينا إلى فريق العمل بصفته تيرانس، رئيس كايلا اللئيم وخصم الفيلم. في يوليو 2019، انضم كولين جوست إلى فريق التمثيل. كان من المقرر إطلاق الفيلم في 16 أبريل 2021. تمت إعادة جدولة الفيلم لاحقًا إلى 23 ديسمبر 2020،  ثم تمت إعادة جدولته مرة أخرى إلى 5 مارس 2021.

## الجدل
مثل العديد من الرسوم المتحركة من الثلاثينيات إلى الخمسينيات من القرن الماضي، أظهر توم وجيري صورًا نمطية عنصرية. بعد الانفجارات، على سبيل المثال، ستشبه الشخصيات ذات الوجوه الممزقة السود النمطية، مع شفاه كبيرة وشعر مقيد. ولعل العنصر الأكثر إثارة للجدل في العرض هو شخصية مامي تو شوز، وهي خادمة سوداء فقيرة تتحدث «بلكنة سوداء» نمطية. وزعم جوزيف باربيرا، المسؤول عن هذه الكمامات، أنها لا تعكس رأيه العنصري ؛ كانوا يعكسون فقط ما كان شائعًا في المجتمع والرسوم المتحركة في ذلك الوقت وكان من المفترض أن يكون مضحكًا. اليوم، غالبًا ما يتم حظر الكمامات ذات الوجه الأسود عند بث هذه اللقطات. أعاد تيرنر تسمية صوت مامي تو شوز في منتصف التسعينيات لجعل الشخصية تبدو أقل نمطية ؛ تبدو اللكنة الناتجة إيرلندية أكثر. فيلمان قصيران - فأره يوم الجمعة، الذي يصور أكلة لحوم البشر، وفأر في المنزل، يظهر مامي وهي تتعرض للصفع بشكل متكرر من قبل توم وبوتش في النهاية الناتجة عن إساءة عنصرية - تمت إزالتها من التداول. تم حذف اثنين آخرين على وجه الخصوص - قط الكازانوفا، الذي يتميز بمشهد حيث قام توم بتلميع وجه جيري باللون الأسود بدخان السيجار، والفأر المنظف، حيث يظهر توم بواجهة سوداء - تم حذفهما من إصدارات بلوراي ودي في دي.
في قرص دي في دي الخاص بمجموعة الأضواء من توم وجيري، يحذر إخلاء مسؤولية من ووبي غولدبيرغ المشاهدين من المواد المسيئة المحتملة في الرسوم ويؤكد أنهم «كانوا مخطئين في ذلك الوقت وهم مخطئون اليوم»، مستعيرًا عبارة من وارنر برذرز المجموعة الذهبية. يُستخدم إخلاء المسؤولية هذا أيضًا في مجموعة توم وجيري الذهبية: المجلد الأول على آي تيونز.
اعتبارًا من عام 2011، نادرًا ما يتم عرض معظم السراويل القصيرة التي تحتوي على مامي تو شوز، باستثناء صديق بدوام جزئي، على كرتون نتورك وبوميرانغ. هناك أفلام قصير أخرى (الفأر الوحيد، بلوز القطة الزرقاء، ثلاثة أفلام قصيرا جين ديتش تتميز بمالك توم الأصلع، والفأر من الجوع) التي تم العثور عليها غير مناسبة للجمهور المستهدف بدلاً من مجرد وجود محتويات عنصرية وخاضعة للرقابة من القناتين أيضًا.
في عام 2006، وضعت النسخة البريطانية من قناة بوميرانغ خططًا لتحرير رسوم توم وجيري الكارتونية التي يتم بثها في المملكة المتحدة حيث شوهدت الشخصيات وهي تدخن. كان هناك تحقيق لاحق أجرته هيئة الرقابة الإعلامية البريطانية أوفكوم. وقد اتبعت أيضًا نهج الولايات المتحدة من خلال فرض رقابة على الكمامات ذات الوجه الأسود، على الرغم من أن هذا يبدو عشوائيًا حيث لم يتم قطع جميع المشاهد من هذا النوع. تم تقصير فترة جين ديتش القصيرة، أصدقاء أكثر سمكًا من الماء، لأن مشهدًا واحدًا يتضمن السكر.
في عام 2013، أفيد أن كرتون نتورك في البرازيل فرض رقابة على 27 فيلم قصير على أساس أنها «غير صحيحة سياسياً». في بيان رسمي، أكدت القناة أنها قد فرضت رقابة على شريطين قصيرين فقط (الفأران الشجاعان وقطط الجنة) «من خلال القضايا التحريرية ومدى ملاءمة المحتوى للجمهور المستهدف - الأطفال من 7 إلى 11 سنة».

## في وسائل الإعلام الأخرى

### كتب هزلية
بدأ توم وجيري بالظهور في الكتب المصورة في عام 1942، كواحد من ميزات ديل كاريكاتير عصابتنا المصورة. في عام 1949، مع توقف إنتاج أفلام العصابة القصيرة من إم جي إم قبل خمس سنوات، تمت إعادة تسمية المسلسل باسم قصص توم وجيري المصورة. تم تشغيل 212 مشكلة مع ديل قبل تسليمها إلى ويستيرن للنشر، حيث استمر حتى الإصدار رقم 344 في عام 1984. استمر توم وجيري في الظهور في العديد من الكتب المصورة لبقية القرن العشرين. حظيت رسوم توم وجيري المصورة بشعبية كبيرة في النرويج وألمانيا والسويد والمملكة المتحدة وهولندا وأستراليا.

### فكاهي
تم نشر قصة توم وجيري المصورة من عام 1950 إلى عام 1952. على الرغم من أن الفضل إلى إم جي إم استوديو للرسوم المتحركة رأس فريد كويمبي، يعتقد الخبراء وشرائط الشفافة التي كتبها جين هازلتون وربما إيرني ستانزوني ودان جورملى. تم إحياء توم وجيري كشريط هزلي من عام 1989 إلى عام 1994، تم نشره في سوق أمريكا الجنوبية بواسطة خدمة التحرير الصحفية. تم إنتاج الشريط بواسطة كيلي جارفيس  خلال هذه الحقبة، باستثناء فترة قصيرة في 1990-1991 عندما تم تصنيعه بواسطة بول كوبربيرج وريتش موريزيو.

### العاب إلكترونية
ظهر الزوجان أيضًا في عدد من ألعاب الفيديو، حيث امتدت عناوين لأنظمة سيغا غينسيز بالإضافة إلى سيجا جيم جير وسيجا ماستر سيستم ووحدة التحكم المنافسة الخاصة بهم في التسعينيات، ونظام نينتندو إنترتينمنت سيستم وسوبر إن إي إس ونينتندو 64 إلى أكثر. أحدث الإدخالات لـ بلاي ستيشن 2 وإكس بوكس وغيم كيوب وأيضًا على وحدات تحكم نينتندو المحمولة وغيم بوي ونينتندو دي إس.

### التكيف الموسيقي
مسرحية موسيقية أو ongaku geki ‎ (音楽劇)، من سلسلة الرسوم المتحركة بعنوان توم وجيري: خرخرة - فرصة للحلم (Tom and Jerry: Purr-Chance to Dream) (トムとジェリー 夢よもう一度 Tomu to Jerī Yume yo Mōichido)، ظهرت لأول مرة في اليابان في 2019 قبل الذكرى الثمانين القادمة للمسلسل. قام بتأليف المسرحية الموسيقية ماساتاكا ماتسوتويا، وقدمها سيجي نوزوي، وكتبها شيجيكي موتويكي.

## التأثيرات الثقافية
على مر السنين، أصبح مصطلح توم وجيري المصطلح واللقب مرادفًا عمليًا للمنافسة التي لا تنتهي، تمامًا مثل استعارة «قتال القط والفأر». ومع ذلك، في توم وجيري، لم يكن توم الأقوى عادةً هو الذي يتصدر القمة.
في عام 2005، صنفت قناة أساهي، توم وجيري في المرتبة 58 من بين أفضل 100 مسلسل تلفزيوني متحرك في اليابان بشكل عام، متفوقة على عناوين مثل روروني كينشين وإينيشيال دي وحتى ماكروس.
في يناير 2009، صنفت IGN توم وجيري كأفضل 66 في قائمة أفضل 100 برنامج تلفزيوني متحرك.
قام أتاري بتسمية الزوج الرئيسي من الرقائق في مجموعة شرائح أتاري جاغوار بعد الثنائي. شريحة توم هي وحدة معالجة الرسومات الخاصة بها، بينما شريحة جيري هي معالج معالج إشارة رقمية.

### في الثقافة الشعبية
في عام 1973، أشارت مجلة لامبون الوطني إلى توم وجيري في محاكاة ساخرة للكتاب الهزلي المليء بالعنف، كيت 'ن' كابودل.
في عائلة سيمبسون، إتشي وسكراتشي هو محاكاة ساخرة لتوم وجيري - «كارتون داخل رسم كاريكاتوري». في حلقة من المسلسل بعنوان «تم إلغاء حفل كراستي»، يشير العامل والطفيلي، وهو رسم كاريكاتوري بديل لإيتشي وسكراتشي، إلى الرسوم المتحركة من الحقبة السوفيتية.
في مقابلة تم العثور عليها في إصدارات دي في دي، ذكر العديد من أعضاء فريق ماد تي في أن توم وجيري هو أحد أكبر مؤثراتهم في الكوميديا التهريجية. كما ظهر في برنامج كرتون نتورك جنون، توم وجيري في ثلاثة أقسام «أعياد ميلاد المشاهير» و«خدمة إبادة ميكي ماوس» و«توم وجوري». صرح جوني نوكسفيل أن مشاهدة توم وجيري ألهمت العديد من الأعمال المثيرة في الأفلام.
في الحلقة الثانية من الموسم الثاني من «مختبر دكستر»، مقطع بعنوان «أمي وجيري» هو محاكاة ساخرة لتوم وجيري، لكن مع والدته وفأر بداخله دماغ دكستر.

## وسائط المنزل
في حقبة ما قبل الفيديو، كانت رسوم توم وجيري الكارتونية موضوعًا شائعًا للأفلام المنزلية مقاس 8 مم، حيث أصدرت شركة والتون فيلمز ومقرها المملكة المتحدة عشرات العناوين كأفلام سوبر 8 ملونة من بكرة واحدة، في كل من الإصدارات الصامتة والصوتية. أجبرهم اتفاق والتون مع إم جي إم على إطلاق الأفلام في شكل محرر قليلاً، على الرغم من أن تنسيق البكرة الواحدة كان مناسبًا بشكل مريح لوقت عرض الرسوم المتحركة من سبع إلى ثماني دقائق.
أصدرت إم جي إم / يو إيه سلسلة من مجموعات مربعات أقراص الليزر توم وجيري في التسعينيات. يحتوي مجلدا فن توم وجيري 1 و2 على جميع أفلام قصير لإم جي إم حتى (ولكن لا تشمل) عصر ديتش، بما في ذلك إصدارات ليتربوكس من السراويل القصيرة التي تم تصويرها في سينماسكوب. الرسوم الكرتونية كلها سليمة باستثناء فأره يوم الجمعة (تم مسح الحوار) والقط أمسية السبت، وهي النسخة المعاد رسمها مع إضافة صوت جون فوراي. تم إصدار المجلد الثالث من فن توم وجيري ويحتوي على جميع أفلام قصير توم وجيري من عصر تشاك جونز.
تم إصدار العديد من أقراص دي في دي لتوم وجيري في المنطقة 1 (الولايات المتحدة وكندا)، بما في ذلك سلسلة من مجموعات من قرصين تُعرف باسم مجموعة الأضواء توم وجيري. كانت هناك ردود سلبية على المجلد. 1 والمجلد. 2، بسبب بعض الرسوم الكاريكاتورية التي تضمنت على كل منها قصات وأعاد تسمية حوار مامي حذاءين. تم الإعلان لاحقًا عن برنامج بديل يقدم إصدارات غير مصقولة من الأفلام القصيرة على دي في دي. هناك أيضا ردود سلبية على المجلد. 3، نظرًا لاستبعاد الفأر المنظف وقط كازانوفا من هذه المجموعات، وتم تحرير فأره يوم الجمعة للمحتوى بتكبير شديد في النهاية لتجنب إظهار كاريكاتير قائم على العرق بشكل خاص.
كان هناك مجموعتا توم وجيري دي في دي في المنطقة 2. في أوروبا الغربية، تم إطلاق معظم شورتات توم وجيري القصيرة (لم يتم تضمين اثنين فقط، القط المليون دولار والأطفال مشغولون) تحت اسم «توم وجيري: المجموعة الكلاسيكية». تحتوي جميع الأفلام القصير تقريبًا على مسارات أعيد تسميتها باسم مامي تو-شوز. على الرغم من هذه التخفيضات، تم تضمين فيلم قصير فأره يوم الجمعة، الكارتون الوحيد لتوم وجيري الذي تم إزالته بالكامل من موجات الأثير في بعض البلدان بسبب مزاعم العنصرية، باستثناء التكبير كما في مجموعة أمريكا الشمالية. هذه مطبوعات تلفزيونية منتظمة مرسلة من الولايات المتحدة في التسعينيات. يتم عرض الأفلام القصيرة التي تم إنتاجها في سينماسكوب بشكل شامل ومسح. يتم تقديم الفأر المنظف وقط كازانوفا بدون قطع كجزء من هذه المجموعات.
تتوفر «المجموعة الكلاسيكية» في ستة أقراص دي في دي مزدوجة الوجه (صادرة في المملكة المتحدة) و12 قرص دي في دي أحادي الطبقة (صادرة في جميع أنحاء أوروبا الغربية). تتوفر مجموعة أخرى من أقراص دي في دي لتوم وجيري المنطقة 2 في اليابان. كما هو الحال مع "المجموعة الكلاسيكية" في أوروبا الغربية، تحتوي جميع السراويل القصيرة تقريبًا (بما في ذلك فأره يوم الجمعة) على تخفيضات. يتم استبعاد كل من الجرو النظيف، الإنتهاء من صور توم، الأطفال مشغولون، البيضة وجيري، قمم مع الجرو وإطعام الطفل من هذه المجموعات. ومع ذلك، فإن معظم هذه الرسوم مدرجة في نسخة المملكة المتحدة. يتم تقديم معظم الأفلام القصيرة التي تم إنتاجها في سينماسكوب في صورة شاملة ومسح ضوئي للعرض على شاشة التلفزيون بنسبة عرض إلى ارتفاع تبلغ 4:3.
قبل عام 2015، شهدت شورتات عصر جين ديتش إصدارًا محدودًا من وسائل الإعلام المحلية خارج أوروبا وآسيا. في اليابان، تم إصدار جميع الأفلام الثلاثة عشر القصيرة على قرص الليزر "توم وجيري ودروبي" وفي إيتش إس، بالإضافة إلى قرص دي في دي الإضافي لأولئك الذين اشتروا جميع العناوين العشرة لسلسلة مجموعة دي في دي عند إصدارها الأولي. في المملكة المتحدة، تتوفر السراويل القصيرة على الجانب الثاني من قرص دي في دي "توم وجيري: المجموعة الكلاسيكية: المجلد 5". في الولايات المتحدة، مجموعة الرسوم الكرتونية توم وجيري، داون أند جيري، وكارمن احصل عليه! تم تضمينها "مخالب من أجل عطلة" على شريط فيديو ودي في دي،  «عطلات الصيف»، ودي في دي «الفوضى الموسيقية»، على التوالي. في 2 يونيو 2015، تم إصدار توم وجيري: مجموعة جين ديتش على الدي في دي في الولايات المتحدة، مع جميع الأفلام الثلاثة عشر القصيرة بالإضافة إلى الميزات الخاصة.
تم إصدار شورت توم وجيري من عهد تشاك جونز في مجموعة من قرصين بعنوان «توم وجيري: مجموعة تشاك جونز» في 23 يونيو 2009. في 25 أكتوبر 2011، أصدرت شركة وارنر هوم فيديو المجلد الأول من «مجموعة توم وجيري الذهبية» على أقراص دي في دي وبلو راي. تتميز هذه المجموعة بطبعات معاد تصميمها حديثًا ومواد إضافية لم يسبق لها مثيل. كانت المجموعات تستهدف الجامع بطريقة لم تكن بها إصدارات دي في دي «الأضواء» السابقة. كان من المقرر إطلاق المجموعة الثانية في 11 يونيو 2013. في فبراير 2013، أعلن موقع TVShowsOnDVD.com أن الفأر المنظف لم يكن جزءًا من قائمة الرسوم المتحركة في هذا الإصدار، بالإضافة إلى الرسوم المتحركة قط كازانوفا التي تم تخطيها أيضًا في إصدار DVD لعام 2007. العديد من هواة الجمع والمشجعين  نشرت مراجعات سلبية للمنتج على أمازون ومواقع أخرى مختلفة لجعل وارنر يضع الفأر المنظف وقط كازانوفا في الإصدار.

## مسرحية الفيلم القصير
حازت الرسوم الكرتونية التالية على جائزة الأوسكار لأفضل موضوع قصير: الرسوم المتحركة :
- 1943: الفأر اليانكي دودل
- 1944: مشكلة الماوس
- 1945: الهدوء من فضلك!
- 1946: كونشرتو القط
- 1948: اليتيم الصغير
- 1952: اثنان من الفئران
- 1953: جوهان ماوس

تم ترشيح هذه الرسوم الكرتونية لجائزة الأوسكار لأفضل موضوع قصير: الرسوم المتحركة، لكنها لم تفز:
- 1940: القط الذي يلتقي ركلة
- 1941: ليلة قبل عيد الميلاد
- 1947: دكتور جيكل والسيد ماوس
- 1949: تفريخ مشاكلك
- 1950: ابن عم جيري
- 1954: خذ هذا أيها القط!

## التلفاز

### برامج تلفزيونية
| سلسلة رقم | سلسلة رقم | عنوان                  | إجمالي # حلقات | تشغيل البث            | إنتاج المشترك.                               | القناة الأصلية                                                         | إجمالي # مواسم |
| --------- | --------- | ---------------------- | -------------- | --------------------- | -------------------------------------------- | ---------------------------------------------------------------------- | -------------- |
|           | 1         | عرض توم وجيري (1975)   | 16             | 1975                  | هانا-باربيرا                                 | أيه بي سي                                                              | 1              |
|           | 2         | عرض توم وجيري الكوميدي | 15             | 1980–82               | تيرنر                                        | سي بي إس                                                               | 1              |
|           | 3         | توم وجيري كيدز         | 65             | 1990-1993             | هانا-باربيرا                                 | فوكس                                                                   | 4              |
|           | 4         | قصص توم وجيري          | 26             | 2006-08               | وارنر براذرز أنيميشن                         | ذا سي دبليو                                                            | 2              |
|           | 5         | عرض توم وجيري (2014)   | 104            | 2014-2021             | وارنر براذرز أنيميشن المتمرد للرسوم المتحركة | كرتون نتورك (2014–16) بوميرانغ فيديو حسب الطلب (2017 إلى الوقت الحاضر) | 3              |
| مجموع     | مجموع     | مجموع                  | 226            | 1975 حتى الوقت الحاضر | —                                            | —                                                                      | —              |

### العروض المجمعة وكتل البرمجة
| سلسلة رقم | عنوان                            | تشغيل البث    | القناة الأصلية            |
| --------- | -------------------------------- | ------------- | ------------------------- |
| 1         | توم وجيري (عرض حزم في الستينيات) | 1965 - 72     | سي بي إس                  |
| 2         | توم وجيري                        | 1967-2001     | بي بي سي                  |
| 3         | بيت المرح توم وجيري              | 1986-95       | تي بي إس (قناة تلفزيونية) |
| 4         | برنامج توم وجيري من كرتون نتورك  | 1992 حتى الآن | كرتون نتورك               |

### العروض التلفزيونية
| # | عنوان                                      | تاريخ النشر    |
| - | ------------------------------------------ | -------------- |
| 1 | الخمسون من هانا-باربيرا: احتفال يبّا دبا دو | يوليو 17, 1989 |
| 2 | توم وجيري: القط القصر                      | أبريل 8, 2001  |
| 3 | توم وجيري: مساعدي سانتا الصغار             | أكتوبر 7, 2014 |

## جوائز الأوسكار التي حصل عليها المسلسل
خلال فترة عرضه، فاز المسلسل بـسبع جوائز أوسكار كأفضل فيلم رسوم متحركة قصير. فاز الاستوديو بالجائزة في 4 سنوات متتالية. الحلقات السبع التي فازت بالأوسكار هي:
- الماوس يانكي دودل - 1943
- مشكلة الماوس - 1944
- يرجى الهدوء! - 1945
- كونشرتو القط - 1946
- اليتيم الصغير - 1948
- اثنان من الفأر – 1952
- جوهان ماوس - 1953